# Награда на Лайпцигския панаир на книгата
Наградата на Лайпцигския панаир на книгата (на немски: Preis der Leipziger Buchmesse) е учредена през 2005 г. и се присъжда ежегодно в първия ден на Лайпцигския панаир на книгата с финансовата подкрепа на град Лайпциг и провинция Саксония съвместно с Литературен колоквиум, Берлин.
Отличието е приемник на „Немската награда за книги“, която от 2002 до 2004 г. се раздава в Лайпциг от Борсовия съюз на немските книгоиздатели за успешни творби през изтеклата година.
За разликка от досегашната „Немска награда за книги“ „Наградата на Лайпцигския панаир“ се присъжда за новоизлезли творби в три категории: „белетристика“, „публицика / есеистика“ и „превод“, като всеки раздел получава премия от 20 000 €.

## Носители на наградата
- 2005: Терезия Мора, Рюдигер Сафрански (за есеистика)
- 2006: Илия Троянов
- 2007: Инго Шулце
- 2008: Клеменс Майер
- 2009: Сибиле Левичаров
- 2010: Георг Клайн
- 2011: Клеменс Й. Зец
- 2012: Волфганг Херндорф
- 2013: Давид Вагнер
- 2014: Саша Станишич
- 2015: Ян Вагнер, Мирям Преслер (за превод)
- 2016: Гунтрам Веспер
- 2017: Наташа Водин
- 2018: Естер Кински